# ناتج طبيعي

باكليتاكسيل (تاكسول) منتج طبيعي يستخرج من شجرة الطقسوس yew ويستخدم في العلاج الكيميائي

المنتجات الطبيعية هي مركبات كيميائية يتم إنتاجها من المتعضيات الحية الموجودة في الطبيعة، وغالباً ما يكون لها أثر حيوي أو دوائي لذا تستخدم في اكتشاف وتصميم الأدوية والعقاقير.
بعض المنتجات الطبيعية يمكن اصطناعها (تخليقها) بشكل كامل أي بدءاً من مواد بسيطة التركيب، لكن البعض الآخر ذو بنية معقدة لاصطناعه أو أن تحضيره مكلف ولا يمكن تطبيقه صناعياً.
على سبيل المثال فإن البنيسيلين والمورفين والباكليتاكسيل (التاكسول) من المنتجات الطبيعية التي من الصعب اصطناعها.